# Канадський музей історії
Кана́дський музе́й історії (англ. Canadian Museum of History, фр. Musée canadien de l’histoire; колишній Кана́дський музе́й цивіліза́ції) — канадський державний музей історичного профілю у місті Гатіно, Квебек, над річкою Оттава навпроти будівель федерального парламенту.
Музей збирає, вивчає, зберігає та експонує різноманітні артефакти, пов'язані з історією Канади.

## Постійні експозиції
Експозиції музею представлені в чотирьох постійних виставкових галереях:
- Велика зала
- Зала перших народів
- Канадська зала
- Обличчя до обличчя

### Велика зала
Велика зала знаходиться на першому поверсі та є серцем музею. Тут експонуються найцінніші предмети музейної колекції. Характерною рисою зали є стіна, що складається з вікон, з яких відкривається вид на річку Оттава та Парламентський пагорб. На протилежній стіні розміщена кольорова світлина подібного розміру, на якій зображено лісовий пейзаж. Ця світлина вважається найбільшою кольоровою фотографією в світі.

### Зала перших народів

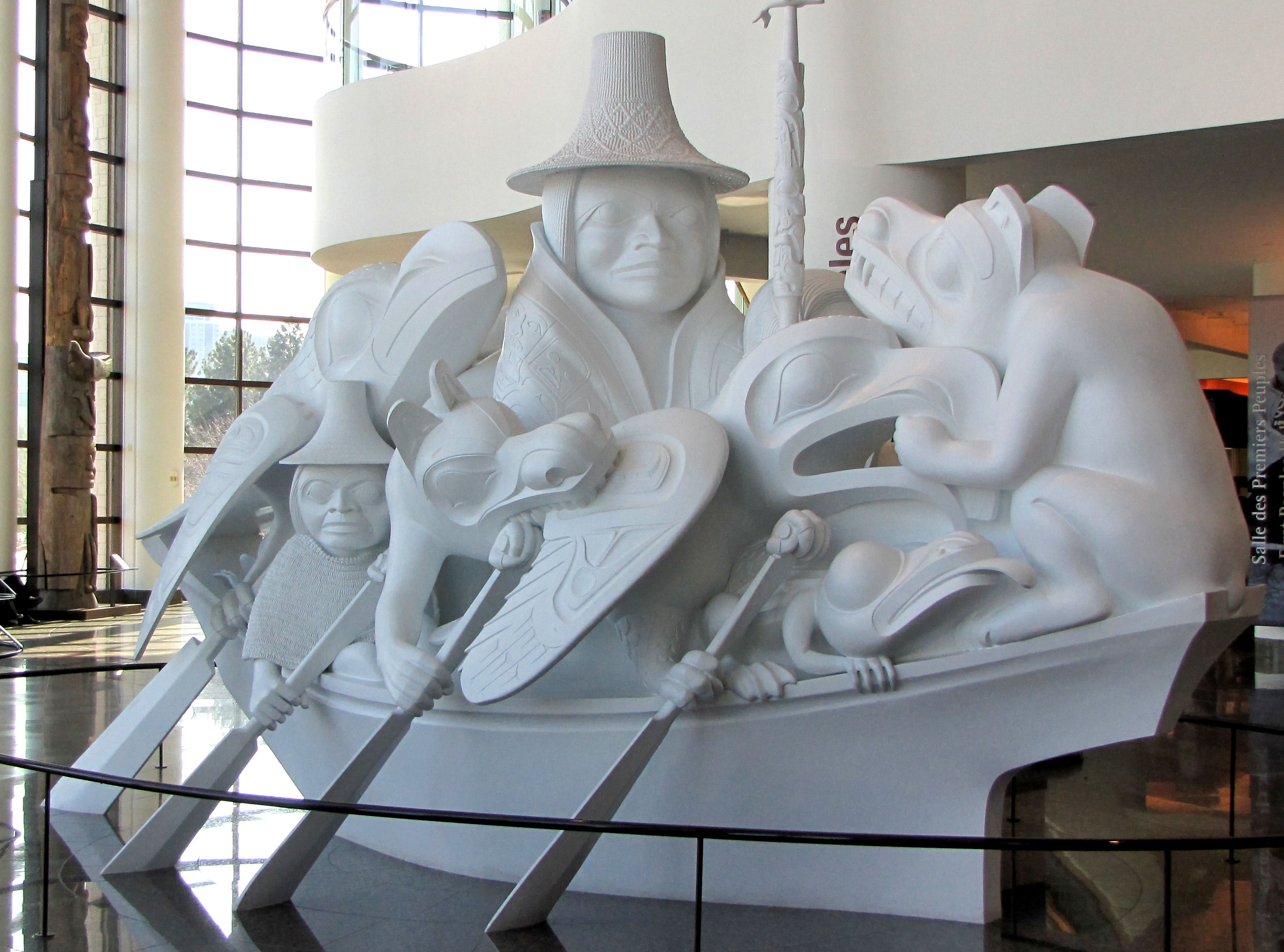
Душа Хайди Ґваї

Зала перших народів також знаходиться на першому поверсі музею. Експозиція розкриває 20 000 років історії корінного населення Канади і складається з трьох тематичних зон:
- Присутність аборигенів висвітлює культурну різноманітність та досягнення аборигенів, історію доісторичного  заселення Північної Америки
- Стародавні узи з землею
- Прибуття чужоземців - Останні 500 років оглядає історію корінних народів, канадських метисів від часу контакту з європейцями до сьогодні

### Канадська зала

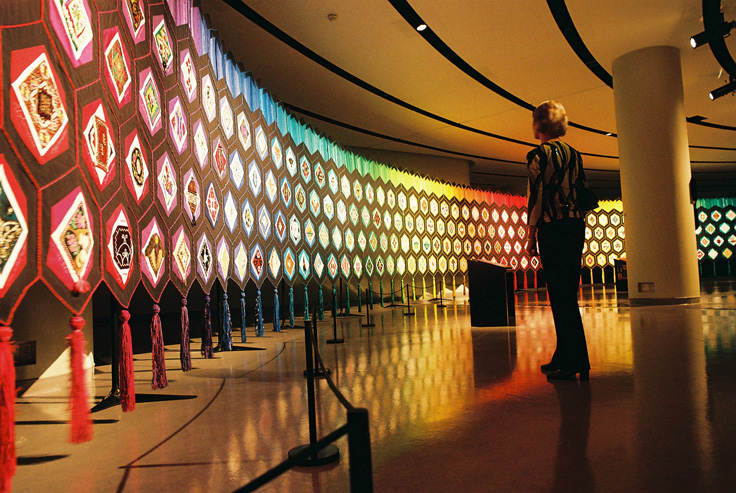
«Стьобана ковдра приналежності», найбільша робота текстильного мистецтва на канадську тематику

Канадська зала займає більшу частину третього поверху. Її експозиція наче проводить відвідувача через століття канадської історії, що починається з прибуття вікінгів, першого нетубільного народу, представники якого ступили на землі, що тепер вважається Канадою. Своєрідна подорож починається на Східному узбережжі близько 1000 року н.е. та хронологічно просувається на захід, слідуючи за розвитком Канади від узбережжя до узбережжя. Паралельно відвідувачі дізнаються про різні хвилі імміграції до канадських берегів, ресурси та можливості, які приваблювали переселенців, дискримінацію та труднощі, з якими стикалися деякі нові канадці, а також внесок іммігрантів до розбудови своєї нової Батьківщини.
Зала містить чимало експонатів, представлених у натуральну величину: від інтер'єра баскського китобійця приблизно 1560 року до зали очікування аеропорту 1970-х. Серед інших експонатів: фермерський житловий будинок з Нової Франції; відрізок головної вулиці, колись типової для онтарійських містечок; справжня українська церква, що колись стояла в Альберті й була цілковито перенесена до музею.

### Обличчя до обличчя
Відкрита 29 червня 2007 року на останньому поверсі музею, виставка представляє відвідувачу відомих канадських письменників, художників, підприємців, дослідників, активістів, військових і політичних діячів. Початково експозиція включала 27 персоналій, набір яких час від часу змінюється, однак очікується, що кількість їх завжди лишатиметься сталою.

## Історія
Музей було відкрито 1856 року в Монреалі як виставкову залу для колекцій Геологорозвідувальної служби Канади. Оригінальна експозиція включала мінерали, біологічні зразки, історичні й етнологічні артефакти. 1881 року музей переїхав до Оттави; 1910 року став називатися Національним музеєм Канади (англ. National Museum of Canada). 1968 року був розділений на Канадський музей природи та Музей людини (англ. Museum of Man). 1989 року останній переїхав до нової будівлі на квебекському березі в Галлі, де знаходиться й досі, та був перейменований на Канадський музей цивілізації (англ. Canadian Museum of Civilization, фр. Musée canadien des civilisations). Свою нинішню назву — Канадський музей історії — музей отримав 2013 року. Перейменування відобразило й зміну напрямку діяльності музею, а саме більше зосередження на канадській історії.

## Галерея

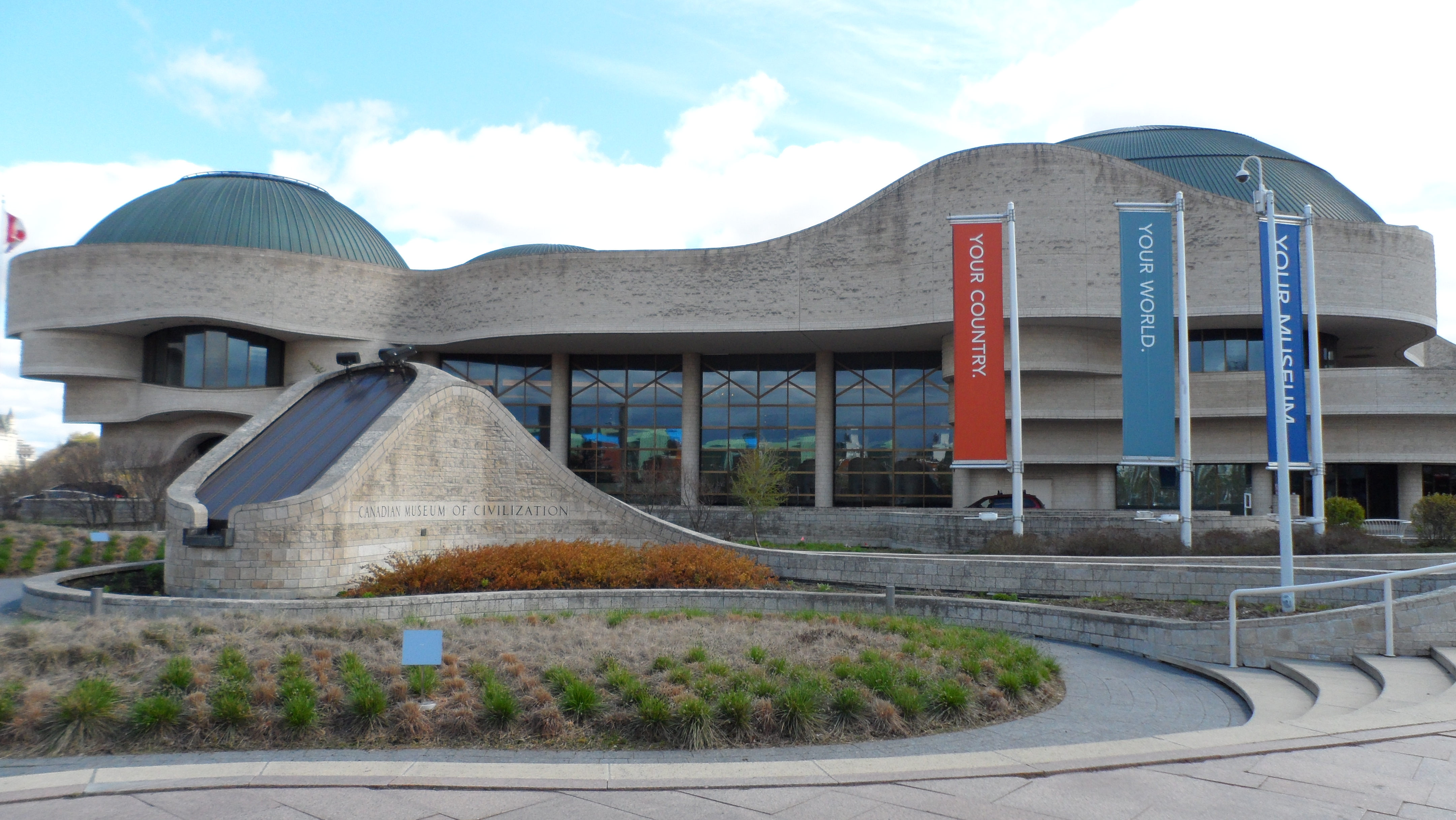
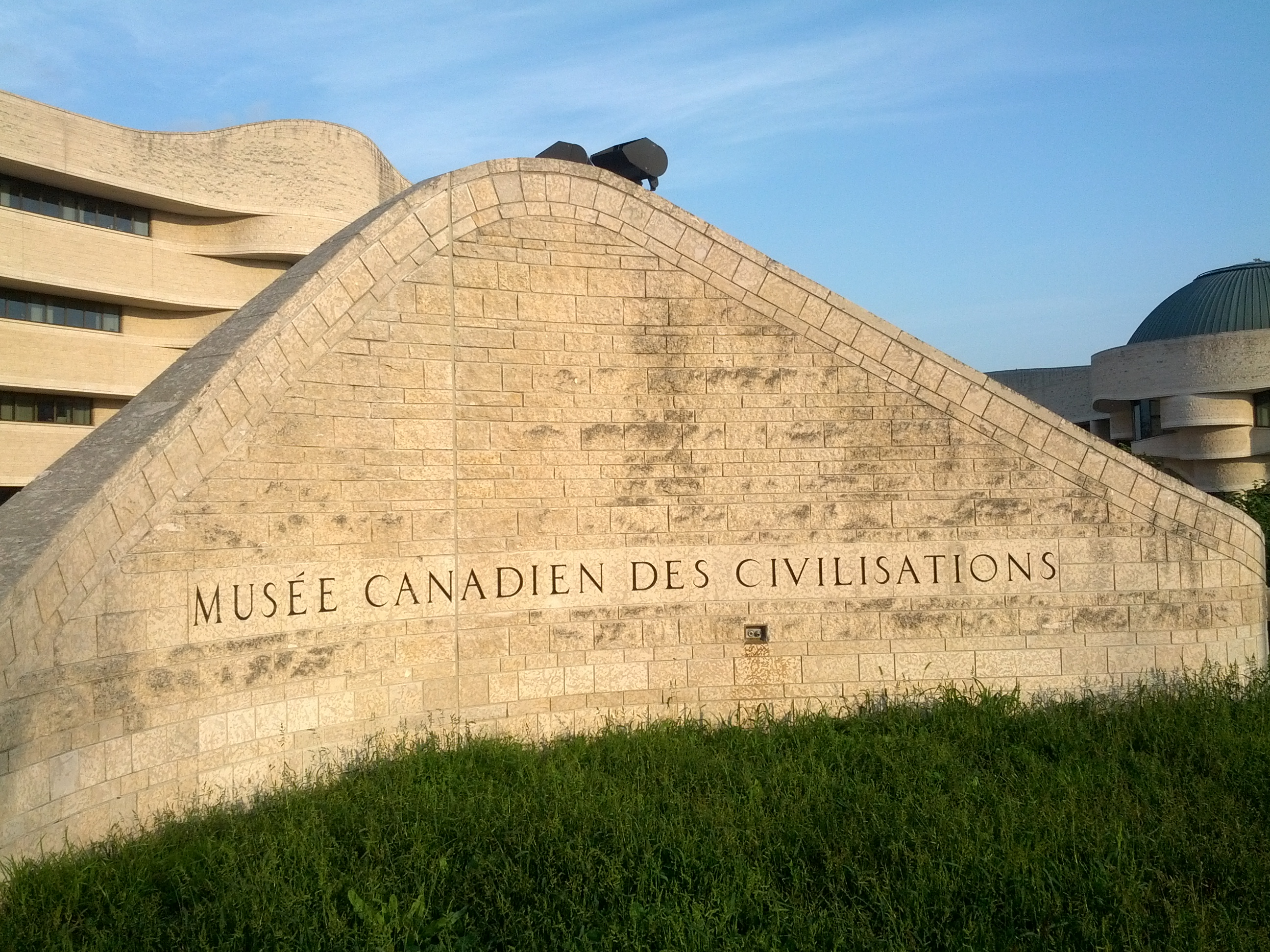
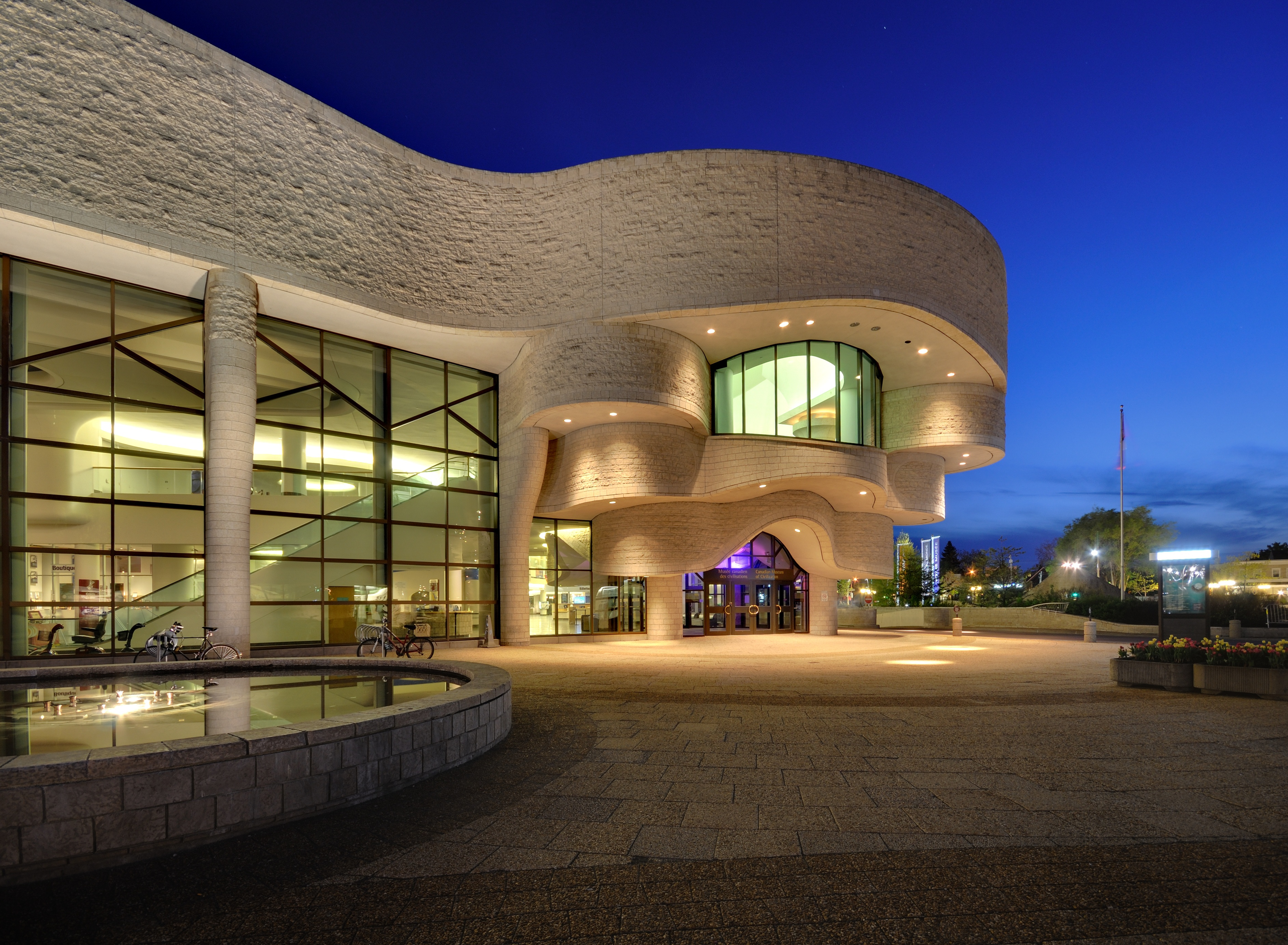
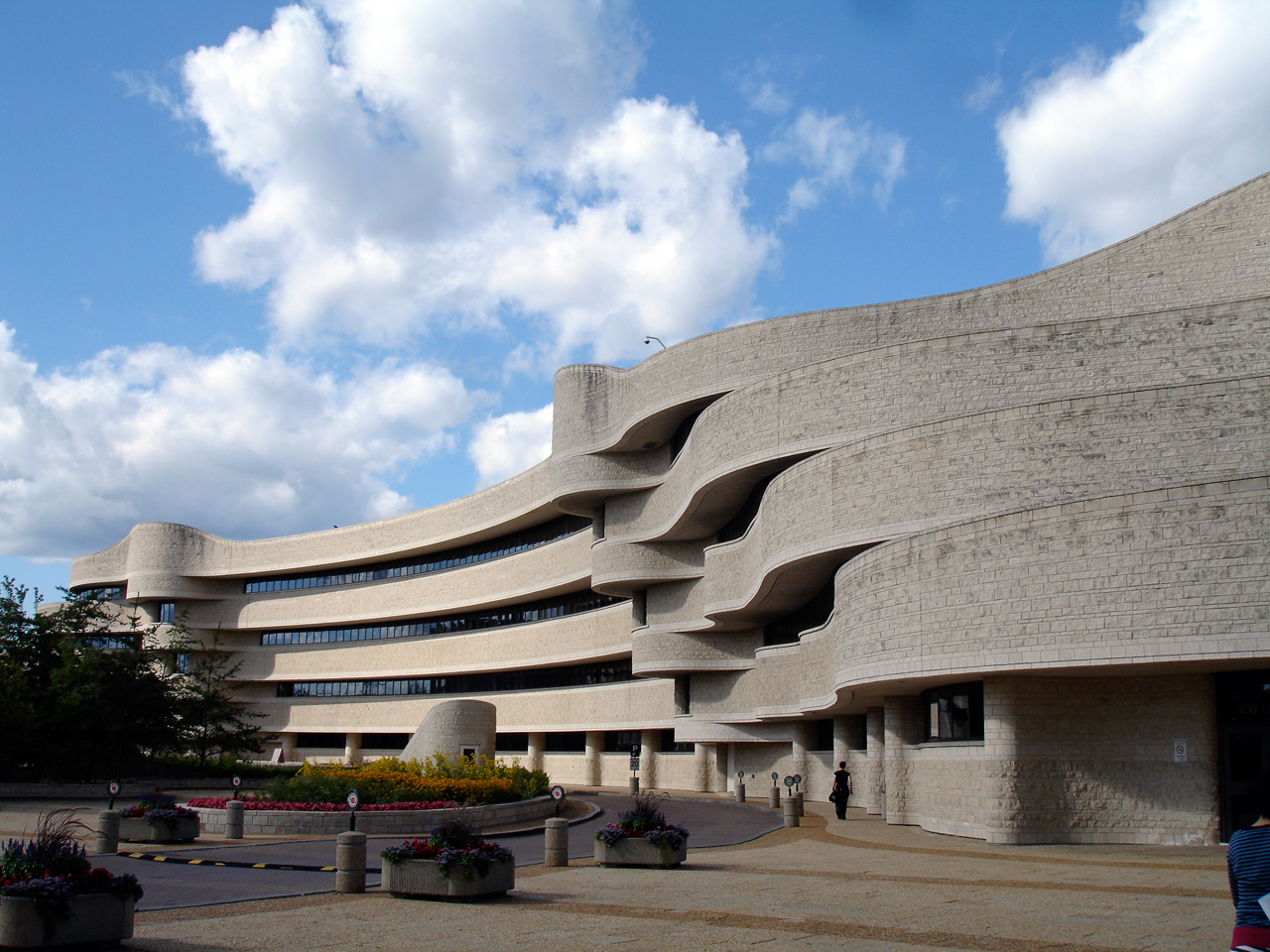
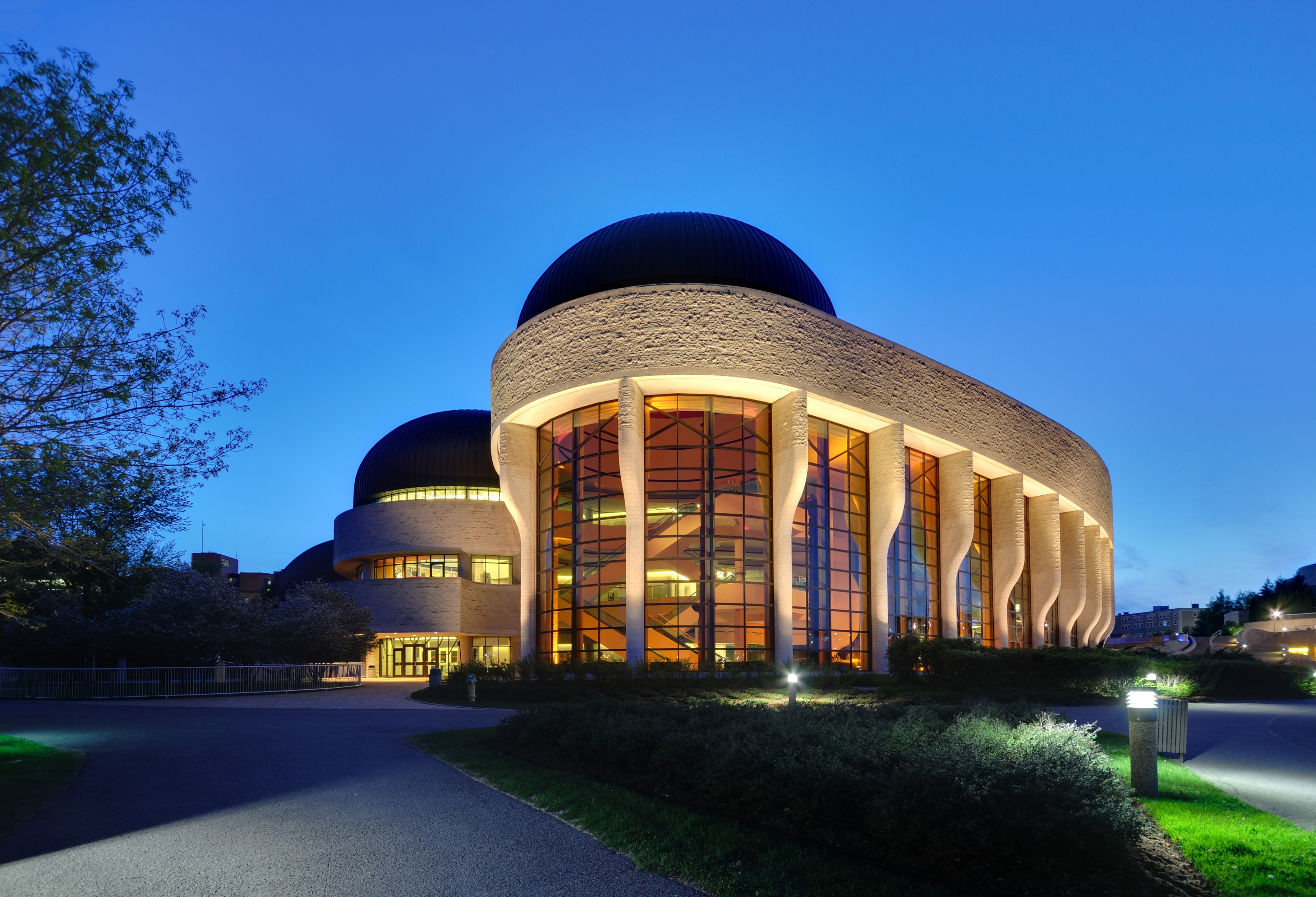
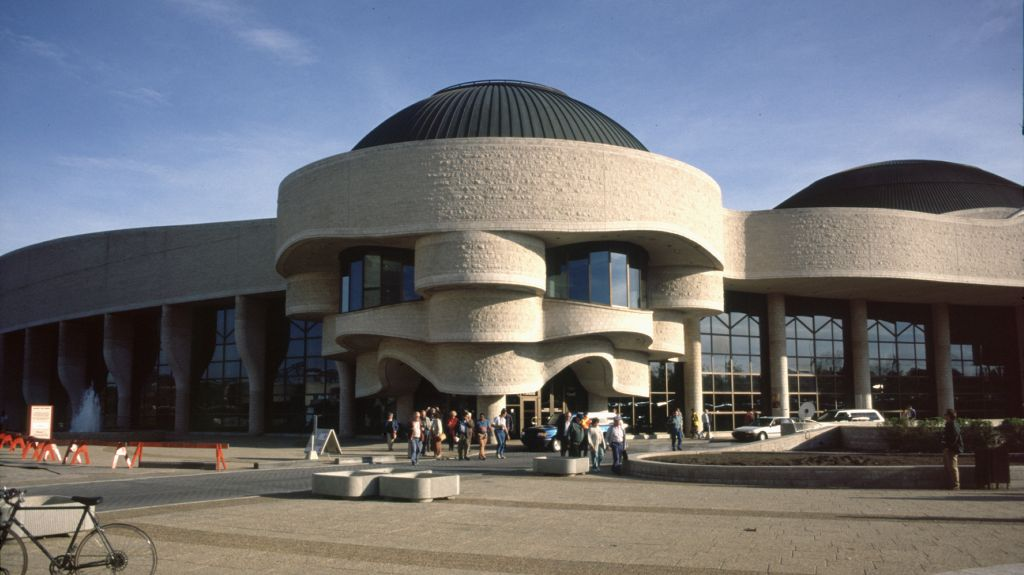
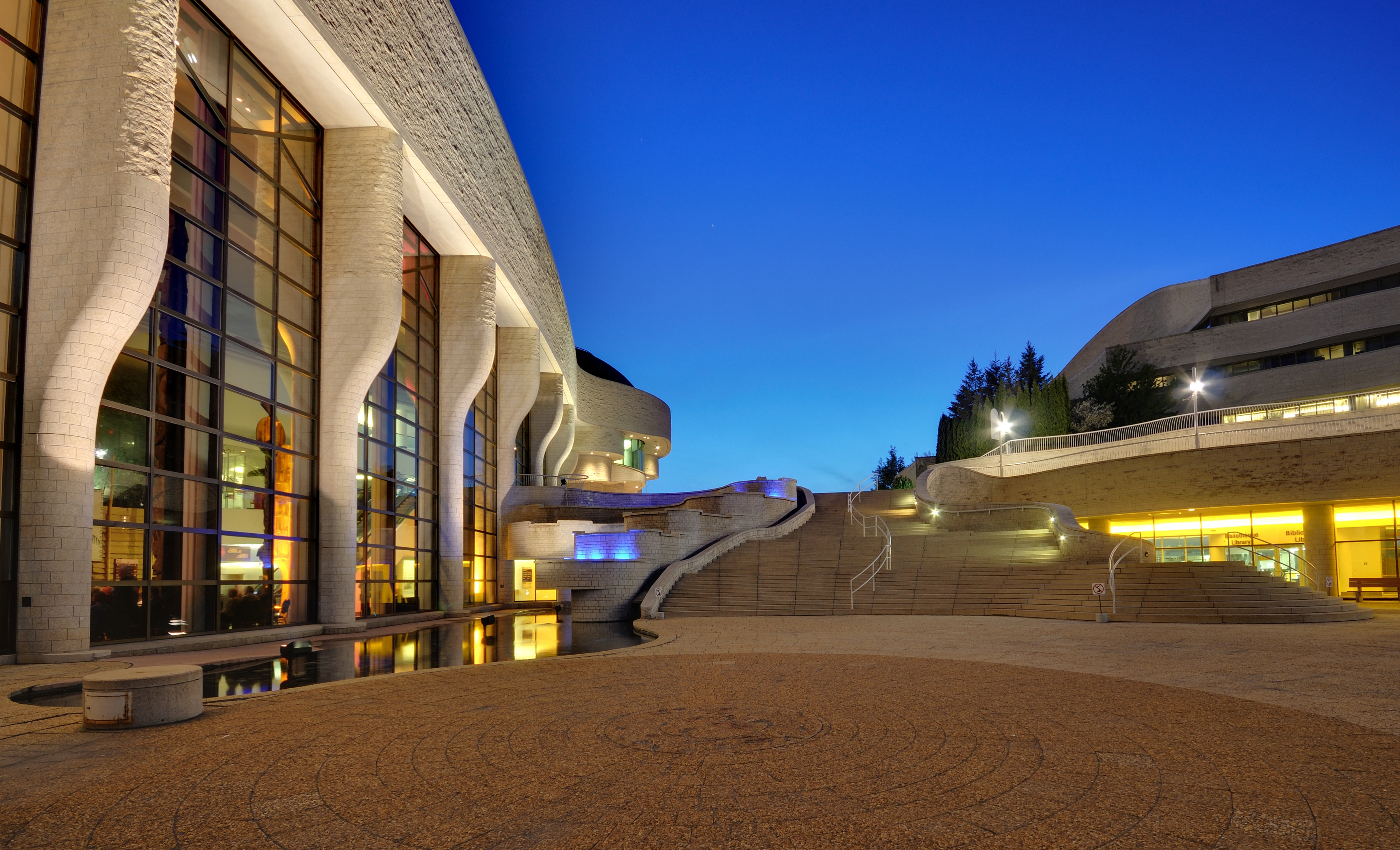
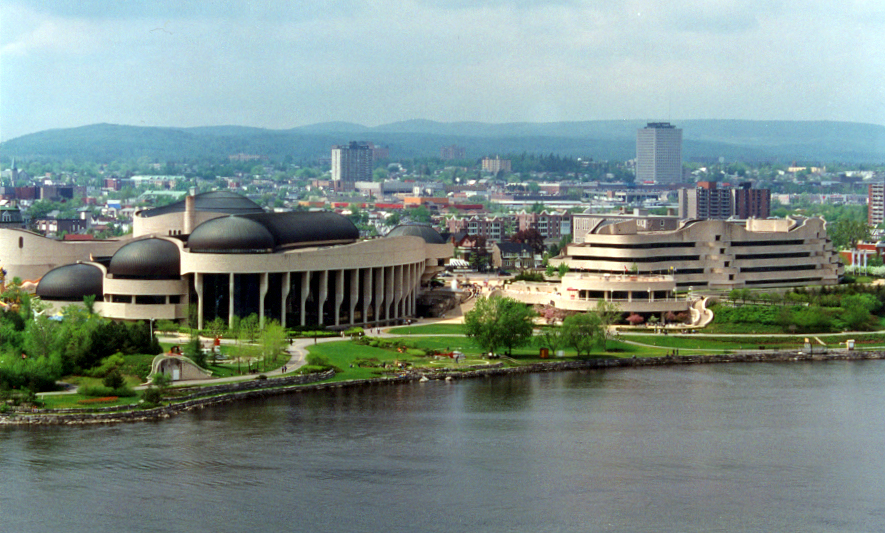
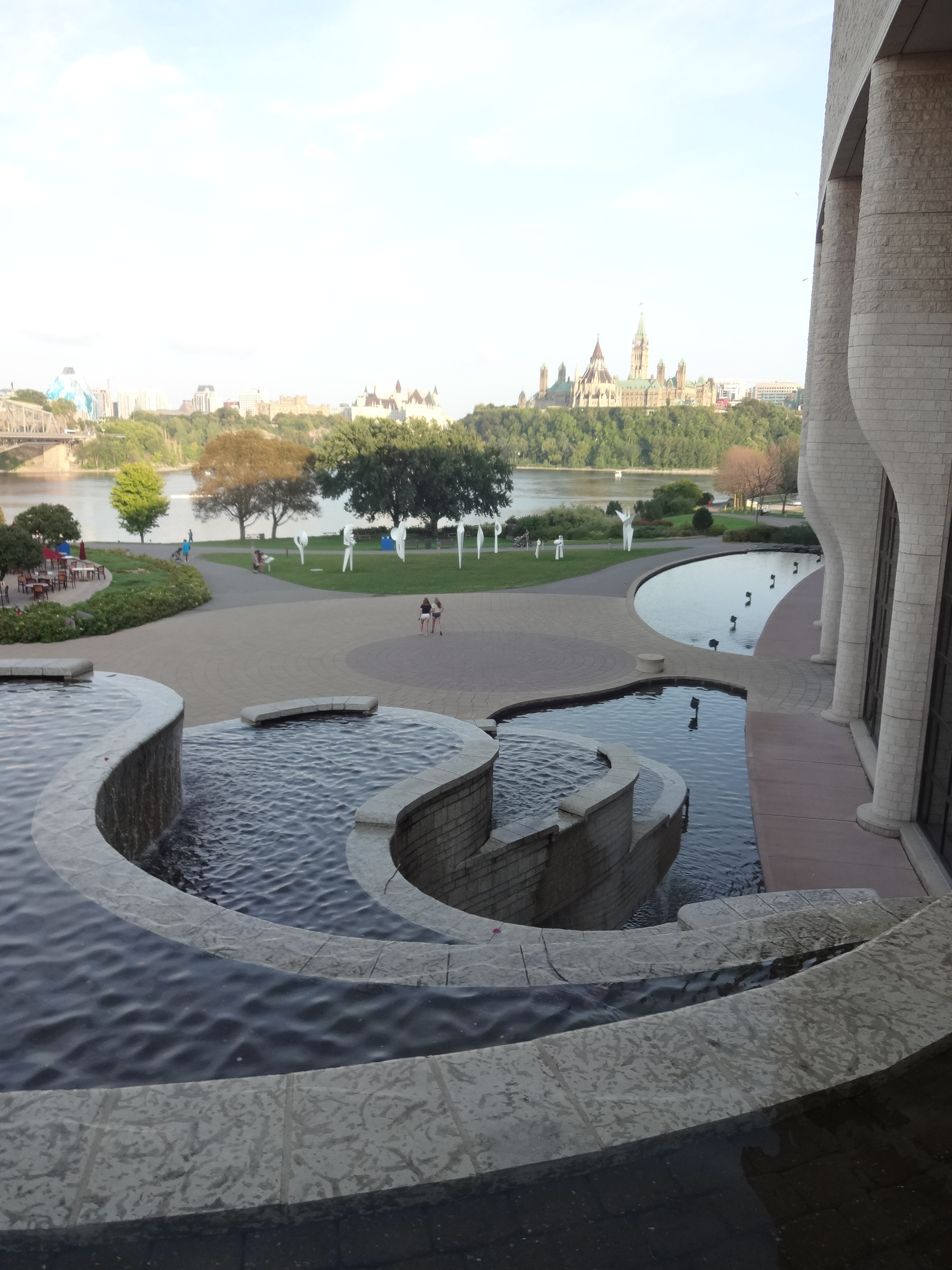
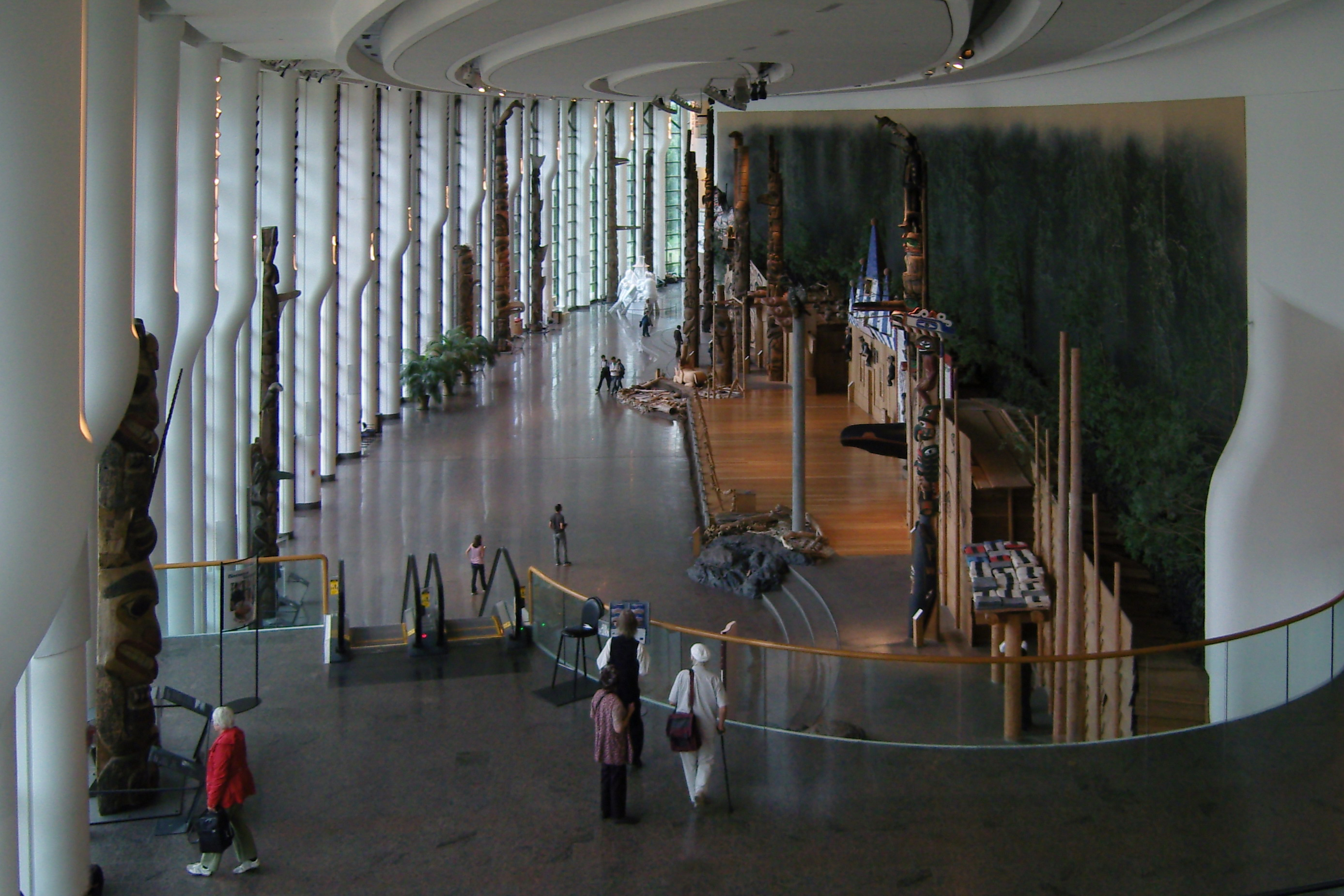